# Faro de Berlenga
El Faro de Berlenga (en portugués: Farol da Berlenga) es un faro situado en la isla Berlenga, la mayor del archipiélago de las Berlengas, cerca de la ciudad de Peniche, Distrito de Leiría, Portugal.
En este faro estuvo instalada una de las mayores ópticas del mundo, y una de las dos que fueron montadas en Portugal, junto con la que todavía está en servicio en el faro de Cabo de San Vicente; las llamadas lentes hiperradiantes de Fresnel, de 1.330 mm de distancia focal, que hoy en día se conserva en el Polo Museológico de la Dirección de Faros en Paço de Arcos.

## Historia
El faro fue mandado edificar por orden del Marqués de Pombal fechada el 1 de febrero de 1758. Sin embargo no llegaría a edificarse hasta que el Ministerio de Hacienda de Portugal emitió otra orden para construirlo en 1836, encargándose el ingeniero Gaudencio Fontana de su ejecución. El faro fue terminado en 1841 y constaba de una torre de 29 metros de altura, troncopiramidal de base cuadrada, de cantería y pintada de blanco, tal y como es hoy en la actualidad. Los edificios para acomodo de fareros y sus familias fueron edificadas entre 1851 y 1860.
Entró en funcionamiento en 1842 con una óptica catóptrica de espejos parabólicos iluminados por lámparas de Argand y alimentados con aceite. Emitía una luz blanca continua interrumpida por eclipses de 8 segundos aproximadamente cada 3 minutos. Esta característica fue muy criticada ya que se alegaba que era imposible de diferenciar de otras luces de la costa.

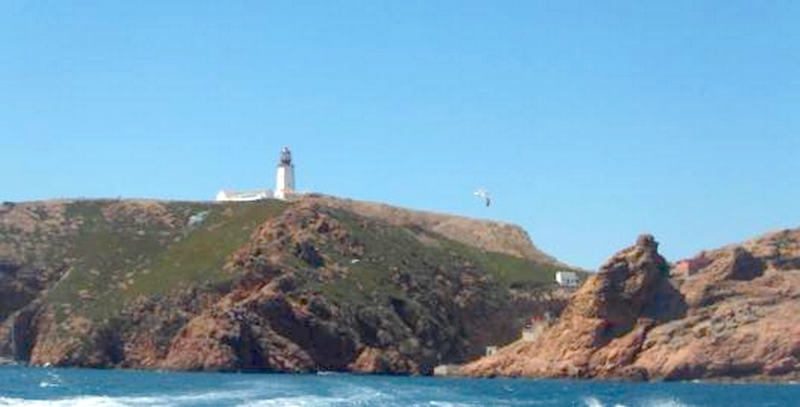
Vista del entorno del Faro de Berlenga.

En 1883 se modificó la óptica, instalándose lentes catadióptricas hiperradiantes de 1.330 mm de distancia focal, montada sobre un mecanismo de relojería que le hacía dar una vuelta completa cada 30 segundos. Estaba alimentado con una lámpara de incandescencia a vapor de petróleo y presentaba una característica de grupos de 3 destellos cada 30 segundos.
En 1926 fue electrificado gracias a la instalación de unos generadores. La lámpara fue sustituida por una de incandescencia eléctrica que daba un alcance luminoso de 36 millas náuticas.
En 1975, los familiares de los fareros fueron trasladados al faro de Cabo Carvoeiro. En 1985 fue automatizado, desmontándose el aparato óptico hiperradiante sustituyéndolo por uno más pequeño de 400 mm de distancia focal. Está alimentado por energía solar desde 2000.
En 1924 fue instalada una sirena de aire comprimido, que sustituida en 1936 por dos trompas electrodinámicas y en 1985 por un nautófono. Igualmente fue instalado en 1941 un radiofaro que sería desactivado en 2001 al perder su utilidad para la navegación.

## Características
El faro emite un destello de luz blanca durante 1 segundos en un ciclo total de 10 s. Tiene un alcance nominal nocturno de 16 millas náuticas.